# Klāvs Olšteins
Klāvs Olšteins (ur. 12 kwietnia 1983 w Kuldydze) – łotewski polityk, od 2010 do 2014 poseł do Sejmu Republiki Łotewskiej.

## Życiorys
W latach 1991–1997 uczęszczał do szkoły podstawowej w miejscowości Vāne w rejonie tukumskim, następnie zaś do szkoły średniej w Kandavie. W latach 2001–2008 studiował na Wydziale Prawa Uniwersytetu Łotewskiego. Od 2001 do 2002 zatrudniony w spółce „Statoil Latvia”, następnie zaś jako reporter w piśmie „Neatkarīgās Rīta avīze” (2002–2004), a także w administracji państwowej. Od 2006 do 2009 był pomocnikiem adwokata. Działa w partii Nowa Era, kandydował z jej listy w wyborach sejmowych w 2006, zaś od 2010 zasiada w jej zarządzie. 16 marca 2009 został doradcą ministra gospodarki Łotwy Artisa Kamparsa. W wyborach 2010 uzyskał mandat posła na Sejm w okręgu Semigalia jako kandydat listy Jedność. 2 czerwca 2011 ogłosił o jego złożeniu, po tym jak Sejm nie wybrał na kolejną kadencję prezydenta Valdisa Zatlersa wspieranego przez „Jedność”. Zrezygnował również ze stanowiska sekretarza parlamentarnego w Ministerstwie Gospodarki. Zapowiedział jednocześnie start w następnych wyborach parlamentarnych, w których uzyskał mandat posła z listy Partii Reform Zatlersa (ZRP). 16 października 2011 wraz z grupą posłów elektów ZRP odszedł z ugrupowania. 23 stycznia 2012 został parlamentarnym sekretarzem Ministerstwa Komunikacji. W marcu 2012 znalazł się w gronie współzałożycieli stowarzyszenia pod nazwą Wolni Demokraci (Brīvie demokrāti, BD). Nie kandydował w wyborach 2014 roku.
Żonaty, ma syna.